# كاستيلنوفيتو (بافيا)
كاستيلنوفيتو (بالإيطالية: Castelnovetto)‏ هي بلدة تقع في مقاطعة بافيا بإقليم لومبارديا في شمال إيطاليا. تبلغ مساحة هذه المدينة 18.5 (كم²)، وترتفع عن سطح البحر م، بلغ عدد سكانها 640 نسمة في عام 2004 حسب إحصاء المعهد الوطني للإحصاء.

## السكان
في سنة 1861 بلغ عدد السكان 1٬664 نسمة، وتطور العدد ليصل في سنة 2011 لـ 624 نسمة.
يظهر هذا المخطط البياني تطور النمو السكاني لـ كاستيلنوفيتو (بافيا)